# 斑粘鱸
斑粘鱸，為輻鰭魚綱脂鯉目脂鯉亞目脂鯉科的其中一個種。分布於南美洲巴西托坎廷斯河上游流域，體長可達7.9公分，棲息在底中層水域，生活習性不明。